# Cena EXIT
Cena EXIT je soutěž pro studenty vysokých uměleckých škol v České republice a Slovenské republice vyhlašovaná Fakultou umění a designu Univerzity Jana Evangelisty Purkyně v Ústí nad Labem. Tato soutěž má charakter bienále, jeho první ročník se uskutečnil v roce 2003. Hlavní ambicí je spoluvytvářet aktivní a konkurenční prostředí na akademické půdě vysokých uměleckých škol a motivovat studenty k realizacím vlastních výtvarných projektů.
Cena EXIT je koncipována jako otevřená soutěž, do níž se hlásí studenti oborů a programů Výtvarné umění se svými projekty dle aktuálního harmonogramu. Přihlášené projekty hodnotí komise, složená ze zástupců českých a slovenských vysokých uměleckých škol, kurátorů, teoretiků a umělců.

## Laureáti
- 2003 – Petr Štark a Jakub Adamec
- 2005 – Markéta Kinterová
- 2007 – Richard Loskot
- 2009 – Libor Svoboda
- 2011 – Miroslav Hašek
- 2013 – Vojtěch Maša[2]
- 2015 – Jiří Žák
- 2017 – Marie Tučková
- 2019 – Martin Hrvol[3]